# All My Heroes Are Cornballs
All My Heroes Are Cornballs é o terceiro álbum de estúdio do rapper americano JPEGMafia, lançado em 13 de setembro de 2019 pela EQT Recordings. Após o lançamento de seu disco Veteran (2018), passou a gravar faixas para seu sucessor, com um total de cerca de 93 músicas até 2019. Ele cuidou da produção, mixagem e masterização em seu estúdio caseiro. O álbum conta com participações especiais de Abdu Ali, Helena Deland e Buzzy Lee, além de vocais adicionais de Refined Sugar, Vegyn e Young Emoji. Vegyn também atua como coprodutor em uma faixa.
Um álbum vanguardista, experimental de hip hop e punk rap, All My Heroes Are Cornballs extrai influências do pop experimental, glitch hop, ambiente, noise e música industrial . Possui um som mais suave e melódico que seu antecessor, empregando estruturas musicais incomuns, samples extensos, e uma variedade de técnicas vocais como rap, gritos e canto, muitas vezes em falsete . Tematicamente, o álbum é pessoal, introspectivo e apresentado em forma de fluxo de consciência, abordando a cultura da Internet, o preconceito, as questões políticas e a nova fama do JPEGMafia.
All My Heroes Are Cornballs foi promovido como uma "decepção" com vídeos divulgados no YouTube do rapper, junto com dois singles : "Jesus Forgive Me, I Am a Thot" e "Beta Male Strategies". Foi apoiado pelo JPEGMafia Type Tour, que começou na América do Norte em 14 de outubro de 2019 e terminou na Europa em 6 de julho de 2020. Após o lançamento, All My Heroes Are Cornballs recebeu ampla aclamação da crítica, com muitos destacando o conteúdo lírico humorístico e sarcástico, bem como elogiando sua produção detalhada e caótica; alguns deles o consideraram superior ao Veteran, e foi colocado nas listas de final de ano de várias publicações. O álbum estreou na posição 105 na Billboard 200, tornando-se a primeira entrada do JPEGMafia na parada.

## Antecedentes e gravação
Após o lançamento de seu segundo e inovador álbum de estúdio, Veteran, em 2018, JPEGMafia começou a trabalhar em seu próximo álbum. Ele gravou 93 ou 94 músicas, algumas das quais foram "compiladas" em um disco. "Beta Male Strategies" e "Grimy Waifu" foram as primeiras músicas a serem gravadas. As faixas foram produzidas, mixadas e masterizadas por ele mesmo em seu estúdio caseiro, o que também foi o caso de Veteran . A mixagem e masterização ocorreram no final da turnê Smile, You're On Camera 2019 de Vince Staples em apoio à FM! , para o qual ele foi um ato de abertura . Ele carregava constantemente a porcentagem de progresso em seu Instagram, sendo de 35% em março de 2019 e de 52% em maio de 2019.

## Lista de músicas
| N.º            | Título                                      | Compositor(es)                                                                | Duração |  |
| 1.             | "Jesus Forgive Me, I Am a Thot"             |                                                                               |         |  |
| 2.             | "Kenan vs. Kel"                             |                                                                               |         |  |
| 3.             | "Beta Male Strategies"                      |                                                                               |         |  |
| 4.             | "JPEGMafia Type Beat"                       |                                                                               |         |  |
| 5.             | "Grimy Waifu"                               | Kandi Burruss [a] Kevin Briggs [a] Tameka Cottle [a] Lisa Lopes [a] Hendricks |         |  |
| 6.             | "PTSD"                                      |                                                                               |         |  |
| 7.             | "Rap Grow Old & Die x No Child Left Behind" |                                                                               |         |  |
| 8.             | "All My Heroes Are Cornballs"               |                                                                               |         |  |
| 9.             | "BBW"                                       |                                                                               |         |  |
| 10.            | "Prone!"                                    |                                                                               |         |  |
| 11.            | "Life's Hard, Here's a Song about Sorrel"   |                                                                               |         |  |
| 12.            | "Thot Tactics"                              |                                                                               |         |  |
| 13.            | "Free the Frail"                            |                                                                               |         |  |
| 14.            | "Post Verified Lifestyle"                   |                                                                               |         |  |
| 15.            | "BasicBitchTearGas"                         |                                                                               |         |  |
| 16.            | "DOTS Freestyle Remix"                      |                                                                               |         |  |
| 17.            | "Buttermilk Jesus Type Beat"                |                                                                               |         |  |
| 18.            | "Papi I Missed U"                           |                                                                               |         |  |
| Duração total: | Duração total:                              | Duração total:                                                                | 45:17   |  |

| Edição Usb Director's Cut |                                             |         |  |
| N.º                       | Título                                      | Duração |  |
| 1.                        | "Jesus Forgive Me, I Am a Thot"             |         |  |
| 2.                        | "Kenan vs. Kel"                             |         |  |
| 3.                        | "Beta Male Strategies"                      |         |  |
| 4.                        | "Grimy Waifu"                               |         |  |
| 5.                        | "PTSD"                                      |         |  |
| 6.                        | "Rap Grow Old & Die x No Child Left Behind" |         |  |
| 7.                        | "All My Heroes Are Cornballs"               |         |  |
| 8.                        | "BBW x The Lord Pt. 3"                      |         |  |
| 9.                        | "Prone!"                                    |         |  |
| 10.                       | "A Beauty"                                  |         |  |
| 11.                       | "Life's Hard, Here's A Song About Sorrel"   |         |  |
| 12.                       | "Thot Tactics"                              |         |  |
| 13.                       | "Free the Frail"                            |         |  |
| 14.                       | "Quicksand"                                 |         |  |
| 15.                       | "Pre Verified Lifestyle"                    |         |  |
| 16.                       | "Post Verified Lifestyle"                   |         |  |
| 17.                       | "**** in the Pit"                           |         |  |
| 18.                       | "BasicBitchTearGas"                         |         |  |
| 19.                       | "DOTS Freestyle"                            |         |  |
| 20.                       | "Buttermilk Jesus Type Beat"                |         |  |
| Duração total:            | Duração total:                              | 57:07   |  |

Notas
- "JPEGMafia Type Beat", "Prone!", "DOTS Freestyle Remix" e "Buttermilk Jesus Type Beat" são estilizados em letras maiúsculas .
- Nos lançamentos do Bandcamp e em vinil, "Papi I Missed U" está listado como "🥺".
- No lançamento do vinil, "Grimy Waifu" está listado como "Grimey Waifu", "BasicBitchTearGas" está listado como "BabyBeamerBoy" e "DOTS Freestyle Remix" está listado como "DOTS Freestyle Remix x Make Me Cry".
- No lançamento do Bandcamp e na edição limitada USB, uma versão atualizada de "Jesus Forgive Me, I Am a Thot" contém um outro estendido, mudando sua duração para 3:03.
- Na edição limitada USB, "BasicBitchTearGas" foi estendido, mudando sua duração para 2:40.

Créditos de amostra
- Várias faixas, incluindo "Jesus Forgive Me, I Am a Thot", contêm uma amostra não creditada de " You Think You Know Me (Edge) ", de Jim Johnston .[12] [a]
- "Propenso!" contém uma interpolação não creditada de " No Letting Go ", de Wayne Wonder .

## Pessoal
Créditos adaptados do Bandcamp e site do JPEGMafia.
- JPEGMafia – vocais, produção, mixagem, masterização (all tracks), engenharia,[5]  todos os instrumentos (tracks 1, 3, 6, 8, 9, 12–18), teclados (track 5), baixo (track 7), bateria (tracks 7, 10), guitarra (track 5), programação de bateria (track 5)
- Buzzy Lee – flauta (track 5), vocais em destaque (track 16)
- Vegyn – coprodução, guitarra, piano, vocais adicionais (track 7), design de vinil
- Young Emoji – vocais adicionais (tracks 9, 10, 12–14)
- Refined Sugar – vocais adicionais (track 9)
- Helena Deland – vocais em destaque (track 13)
- Abdu Ali – vocais em destaque (track 16)
- Alec Marchant – design de arte, fotografia
- Isha Dipika Walia – design de vinil
- George Edge – assistente de design de vinil